# Edison Mouriño
Edison Mouriño, (Montevideo, 6 d'abril de 1955) és un músic, empresari, compositor i violinista uruguaià.
Des de molt aviat va començar a estudiar música, violí i és compositor. Va formar part de l'Orquestra Simfònica del Sodre i de l'Orquestra Filharmònica de Montevideo.
Nominat al Premi Graffiti a 2014, a i guanyador del Premi Nacional de Música d'Uruguai el 2018, realitzat a l'Auditorio Nacional Adela Reta.
Va realitzar actuacions a l'Argentino Hotel, entre d'altres. Compartí escenaris i col·laboracions amb uruguaià Paola Dalto, el músic Felipe Rubini, entre d'altres.